# Central Hidroelétrica de Cambambe
Central Hidroelétrica de Cambambe é uma central hidrelétrica sobre o rio Cuanza, entre as províncias de Ícolo e Bengo e Cuanza Norte, em Angola.
A instalação Cambambe 1 gera energia utilizando quatro turbinas de 65 megawatts cada, totalizando capacidade de 260 megawatts. Já Cambambe 2 possui quatro turbinas de 175 megawatts, totalizando capacidade de 700 megawatts. Ambas, totalizam 960 megawatts.
A hidroelétrica é operada pela companhia estatal Empresa Pública de Produção de Electricidade (PRODEL-EP).
Seu centro de operações fica no distrito urbano de Cambambe-Velho, uma extensão da cidade do Dondo, no município de Cambambe, no Cuanza Norte. Seu lago também banha terras do município de Quissama, em Ícolo e Bengo.

## Histórico
A construção da hidroelétrica iniciou-se em 7 de outubro de 1959 e foi finalizada em 6 de outubro de 1963.
Devido ao desgaste e à falta de manutenção do período entre-guerras, em 2002 a produção caiu de 180 megawatts para aproximadamente 80 megawatts.
Em abril de 2007, um consórcio formado por Odebrecht (atual Novonor), Voith, Alstom e Engevix, foi contratado pela Empresa Nacional de Eletricidade, para realizar o projeto de reabilitação, ampliação e modernização da barragem e da usina. O projeto incluiu o alteamento da estrutura em 30 metros, a modernização das unidades geradoras de Cambambe 1, substituição das quatro turbinas de 45 MW por quatro turbinas de 65 MW, e a construção de uma nova usina, denominada Cambambe 2, com quatro geradores unidades de 175 MW cada, totalizando 700 MW. As obras em Cambambe 1 começaram em março de 2009 e em Cambambe 2 em 2013..
Em julho de 2015, estava previsto que a primeira turbina de 175 megawatts de Cambambe 2 seria instalada. A turbina entraria em operação em junho de 2016, com conclusão prevista para 2017.
Outras melhorias incluíram a construção de três novas subestações de transformação de energia, com capacidades 400KV, 220KV e 60KV, para suportar a ligação entre Cambambe 1 e 2, além da conexão com as centrais hidroeléctricas de Capanda e Laúca. A reforma e modernização de Cambambe 1 e a construção de Cambambe 2 custaram cerca de US$ 2 bilhões.
A ampliação da usina concluída foi comissionada em 27 de julho de 2017, diante de 500 convidados.